# Abraha

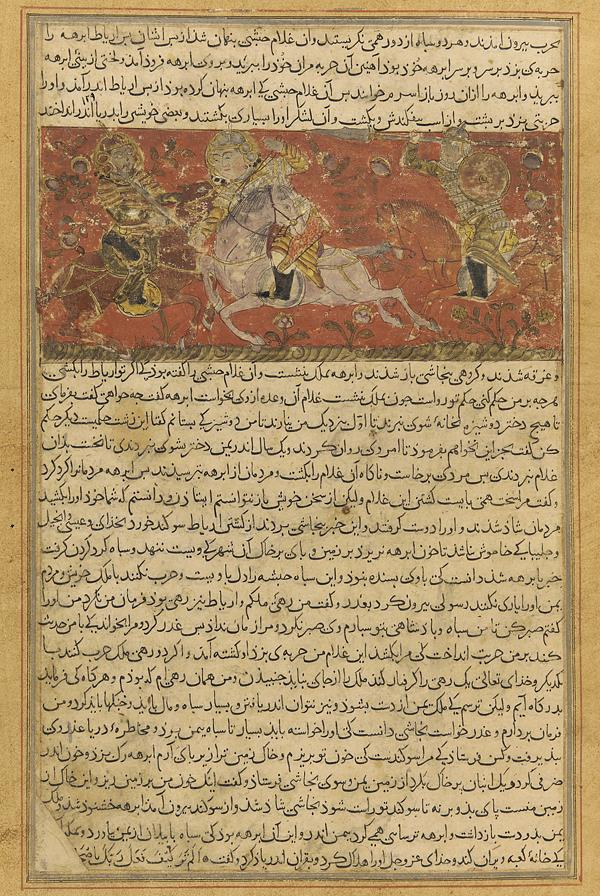
Der Zweikampf zwischen Abraha und Aryat, Miniatur aus einer Handschrift (14. Jh.) von Bal'amis persischer Bearbeitung von Tabaris Chronik

Abraha (arabisch أبرهة; sabäisch ʾbrh) war ein König aksumitischer Herkunft, der um die Mitte des 6. Jahrhunderts über das südarabische Reich Himyar herrschte. In den arabischen Quellen hat er den Beinamen al-Aschram („der mit der abgeschlagenen Nasenspitze“). Das erste epigraphische Zeugnis, in dem Abraha erwähnt wird, stammt aus dem Juni 547, allerdings ist er wahrscheinlich schon früher zur Herrschaft gelangt, frühestens jedoch um 531. Er hat mindestens bis zum November 558 geherrscht.

## Aufstieg
Nach at-Tabarī war Abraha einer der beiden Militärführer, die der Negus, der Herrscher des Reichs von Aksum, an der Spitze eines Heeres gegen den Himyarenkönig Dhū Nuwās aussandte. Nach dem Sieg über Dhū Nuwās und der Eroberung des Jemen (525) erhob sich Abraha zum König von Sanaa und machte sich vom Negus unabhängig. Dieser sandte daraufhin Aryāt gegen Abraha aus, den jedoch letzterer mit einer List im Zweikampf besiegte. Abraha errang schließlich trotz formaler Anerkennung der Oberhoheit von Aksum die Unabhängigkeit.
Nach Prokopios von Caesarea setzte der Aksumitenkönig Hellestheaios nach der Eroberung des Jemen zunächst den Marionettenkönig Esimiphaios bei den Himyariten ein. Dieser wurde jedoch einige Jahre darauf (531 oder erst 535) von Abraha gestürzt, der sich selbst zum neuen König im Jemen machte. Versuche, ihn zu unterwerfen, scheiterten.

## Abrahas Kirche in Sanaa

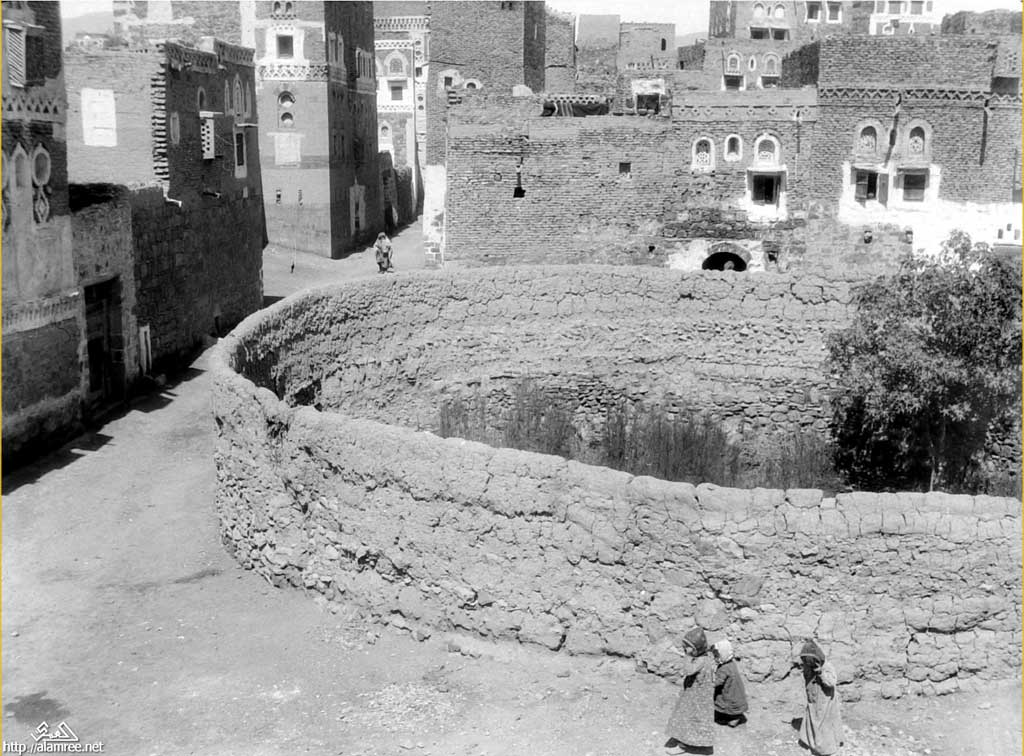
Reste von Abrahas Kirche in Sanaa

Nachdem Abraha seine Macht soweit konsolidiert hatte, dass der Negus sein Königtum anerkannte, ließ er in Sanaa eine prächtige Kirche errichten, deren Name in den arabischen Quellen mit al-Qalīs, al-Qulais oder al-Baiʿa angegeben wird. Der Name al-Qalīs ist hierbei wahrscheinlich von dem griechischen Begriff ekklēsía („Kirche“) abgeleitet. Al-Azraqī (gest. 837), der Lokalhistoriker von Mekka, gibt eine ausführliche Beschreibung von der Kirche. Demnach war das Gebäude etwa 24 bis 30 Meter hoch und hatte eine Eingangstreppe aus Marmor, den Abraha aus Ma'rib hatte heranschaffen lassen. Nach einer Überlieferung Ibn al-Kalbīs, die at-Tabarī zitiert, erhielt Abraha bei dem Bau der Kirche auch Unterstützung vom oströmischen Kaiser, der ihm Marmor, Mosaiken und Kunsthandwerker sandte. Nach Abrahas Wunsch sollte die Kirche ein Wallfahrtszentrum werden, das Menschen von der gesamten arabischen Halbinsel anziehen und in dieser Funktion die Kaaba von Mekka ablösen sollte. Die Kirche wurde erst um die Mitte des 8. Jahrhunderts zerstört. Nach ihrem Abbruch wurden Teile daraus (Kapitelle, Säulenbasen, Holzpaneelen) in der Kaaba wiederverwendet. Noch heute gibt es in Sanaa 175 Meter westlich von der Mauer der Zitadelle einen Ort, der al-Qalīs genannt wird und an dem sich eine runde Vertiefung mit Fundamentmauern befindet. Es wird vermutet, dass sich hier die Westfassade der von Abraha erbauten Kirche befand.

## Feldzüge

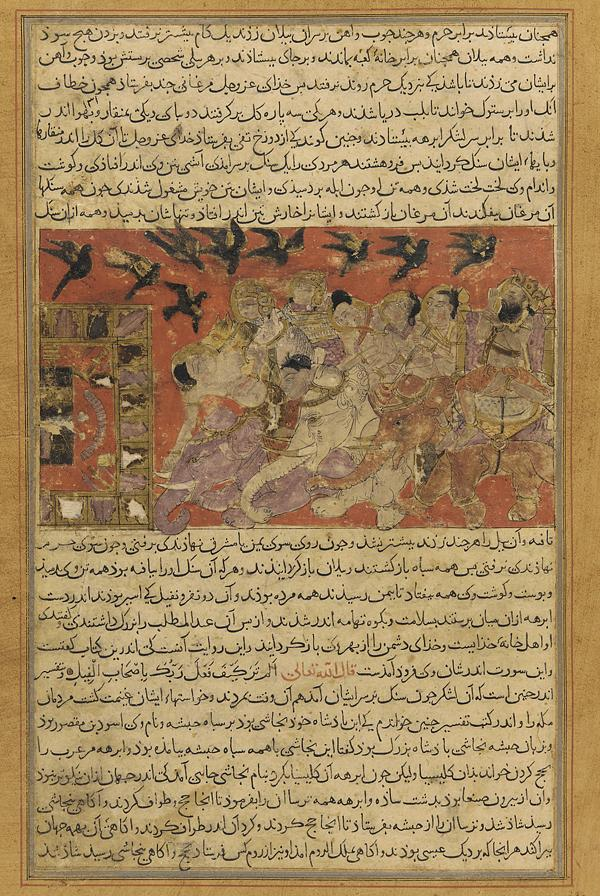
Die Kaaba wird auf wunderbare Weise vor dem Angriff Abrahas errettet, aus derselben Handschrift

Im Sommer 547 ließ Abraha einen Aufstand arabischer Stämme niedergeschlagen. Kurz danach – zwischen Oktober 547 bis Januar 548 – ließ er von den arabischen Stämmen den Staudamm von Ma'rib reparieren. In diesem Zusammenhang wird auch die Gegenwart von Botschaftern aus Äthiopien und Ostrom vermerkt.
Um die Mitte des 6. Jahrhunderts unternahm Abraha den Versuch, die Maʿadd, eine Stammeskonföderation in Zentralarabien, die unter der Herrschaft der Lachmiden stand, unter seine Kontrolle zu bringen. Die Expedition wird in einer himyaritischen Inschrift aus dem April 552 erwähnt. Die islamische Historiographie erwähnt außerdem einen Feldzug Abrahas gegen Mekka, der darauf abzielte, das dortige Heiligtum zu zerstören, und bei dem Abraha Elefanten mitführte. Das Ereignis war so bedeutend, dass die Araber danach die Zeit datierten. Das Jahr, in dem der Feldzug stattfand, wurde das Jahr des Elefanten genannt. In der neueren Forschung wird vermutet, dass die in der himyaritischen Inschrift erwähnte Expedition und der Elephanten-Feldzug der arabischen Quellen identisch sind. In der islamischen Historiographie wird in Anschluss an Sure 105 das Scheitern des Feldzugs auf ein wunderliches Eingreifen Gottes zurückgeführt: Vögel hätten die Soldaten Abrahas angegriffen und so zur Umkehr gezwungen.

## Nachfolge
Nach dem Tod Abrahas übernahm sein Sohn Yaksūm die Herrschaft über die abessinischen Truppen im Jemen. Dessen Nachfolger wurden 575/76 von dem Himyariten Saif ibn Dhi Yazin mit Hilfe der Sassaniden vertrieben.